# Cheiridopsis meyeri
Cheiridopsis meyeri är en isörtsväxtart som beskrevs av Nicholas Edward Brown. Cheiridopsis meyeri ingår i släktet Cheiridopsis och familjen isörtsväxter. Inga underarter finns listade i Catalogue of Life.